# Batocera roylei
Batocera roylei es una especie de escarabajo longicornio del género Batocera,  subfamilia Lamiinae. Fue descrita científicamente por Hope en 1833.
Se distribuye por Bután, China, India, Malasia, Birmania, Nepal, Tailandia y Vietnam. Mide 36-70 milímetros de longitud. El período de vuelo ocurre en los meses de julio y octubre.